# Florentina Olar-Spânu
Florentina Olar-Spânu (născută Spânu, n. 6 august 1985, Constanța, România) este o jucătoare română de fotbal pe postul de atacant. În prezent joacă pentru Fortuna Hjørring în liga daneză Elitedivisionen.

## Carieră
A jucat anterior pentru CFF Clujana în prima ligă română, SS Lazio în seria A italiană și pentru clubul cipriot Apollon Limassol. A semnat împreună cu Laura Rus pentru echipa daneză Fortuna Hjørring în 2013.
Ea este membră a echipei naționale a României din 2001, fiind căpitan al echipei. Până în 2025 a avut 200 de selecții pentru România.
Florentina Olar-Spânu este căsătorită. În 2018 a devenit mamă.

## Titluri

### Club
Clujana
- Campionatul României (7): 2003, 2004, 2005, 2006, 2007, 2008, 2009
- Cupa României (4): 2004, 2005, 2006, 2008

Apollon Limassol
- Campionatul Ciprului (4): 2010, 2011, 2012, 2013
- Cupa Ciprului (4): 2010, 2011, 2012, 2013

Fortuna Hjørring
- Campionatul Danemarcei (3): 2014, 2016, 2018
- Cupa Danemarcei (2): 2016, 2019

FC Nordsjælland⁠
- Cupa Danemarcei (2): 2020, 2022

### Individual
- Fotbalista română a anului: 2015[13]
- Fotbalista anului în Danemarca: 2016[14]